# 1991-es magyar teniszbajnokság
Az 1991-es magyar teniszbajnokság a kilencvenkettedik magyar bajnokság volt. A bajnokságot szeptember 1. és 9. között rendezték meg Budapesten, az UTE margitszigeti tenisztelepén.

## Eredmények
| Versenyszám  | Arany                                                     | Arany | Ezüst                                              | Ezüst | Bronz | Bronz |
| ------------ | --------------------------------------------------------- | ----- | -------------------------------------------------- | ----- | --- | ----- |
| Férfi egyéni | Noszály Sándor BSE                                        |       | Nagy Viktor Vasas SC                               |       | Krocskó József Nyíregyházi VSCFekete Rudolf Újpesti TE                                                                     |       |
| Női egyéni   | Földényi Annamária Vasas SC                               |       | Miskolczi Katalin Bp. Spartacus                    |       | Zsoldos Mária Újpesti TEKuti Kis Rita Boglárlellei SC                                                                      |       |
| Férfi páros  | Fekete Rudolf, Krocskó József Újpesti TE, Nyíregyházi VSC |       | György Károly, György Tamás BSE                    |       | Szikszay Attila, Rajó Balázs Siófoki Spartacus, PÁRA TC ÉrdNagy Viktor, Barátosi Levente Vasas SC                          |       |
| Női páros    | Csurgó Virág, Báthory Barbara Bp. Spartacus               |       | Kuti Kis Rita, Mandula Petra Boglárlellei SC, KSI  |       | Györke Kata, Miskolczi Katalin Bp. SpartacusCsapó Zsófia, Vidáts Réka Vasas SC                                             |       |
| Vegyes páros | Markovits László, Schmitt Gréta Vasas SC, Bp. Honvéd      |       | Noszály Sándor, Báthory Barbara BSE, Bp. Spartacus |       | Kirchknopf Zoltán, Saródy Szilvia PÁRA TC Érd, Bp. SpartacusSzikszay Attila, Csurgó Virág Siófoki Spartacus, Bp. Spartacus |       |